# Leonardo de Figueroa

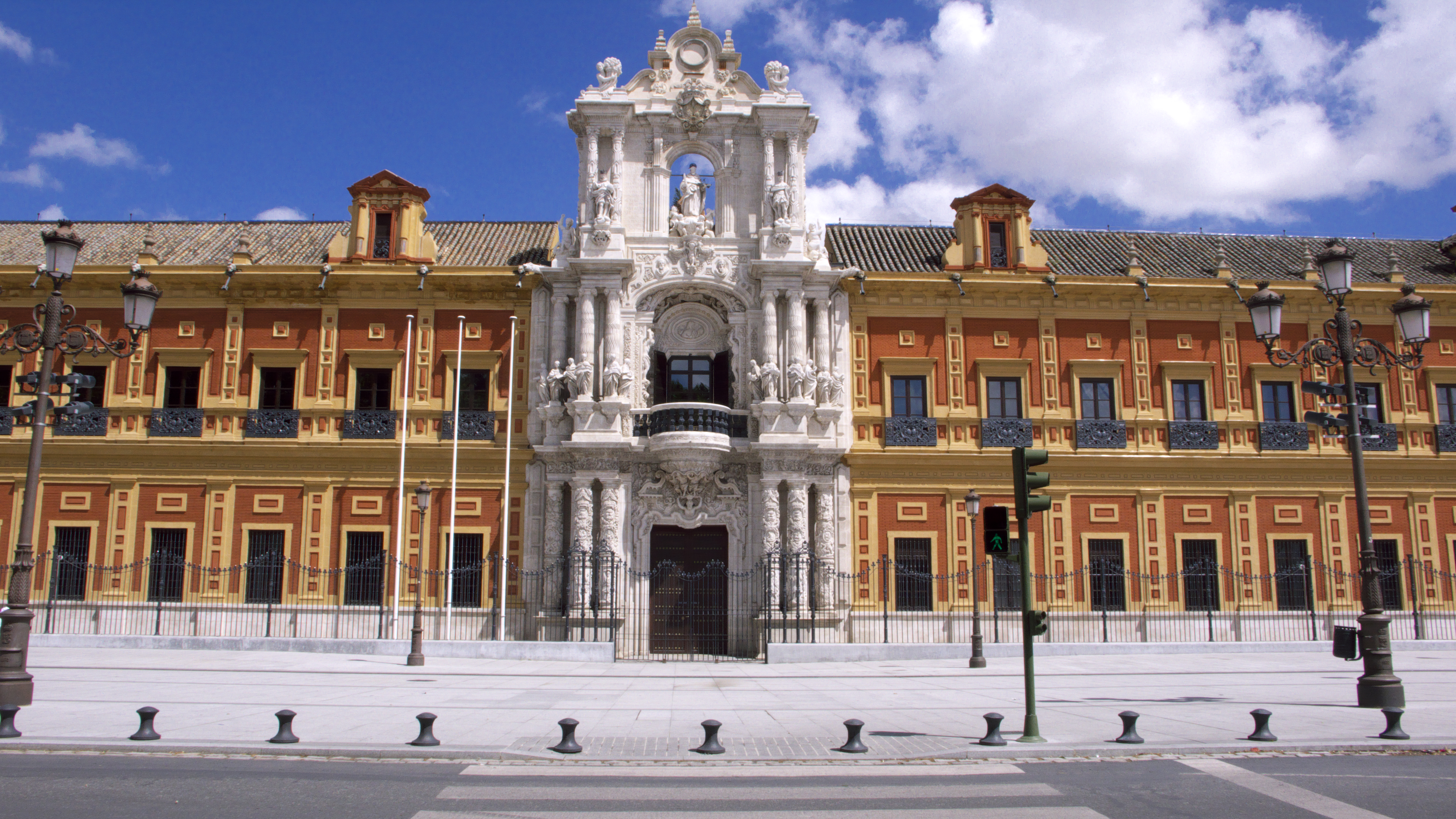
Palais de San Telmo (1681-1796)

Leonardo de Figueroa est un architecte espagnol né à Utiel (Province de Valence) vers 1650 et décédé à Séville en 1730. Il construit plusieurs églises et couvents à Séville à la fin du XVIIe siècle et au début du XVIIIe siècle.

## Biographie
On sait qu'entre 1670 et 1675 il se trouve déjà à Séville où il exerce le métier de maître maçon. Il vivra dans cette ville le reste de sa vie, s'y mariera deux fois et y acquerra une certaine renommée en tant qu'architecte. Sa première œuvre d'importance est l'Hôpital des Vénérables de Séville, dont il dirige la construction entre 1686 et 1696.
Entre 1691 et 1709, il travaille à l'édification de l'église et du couvent dominicains de San Pablo la Real (aujourd'hui église de La Magdalena, les bâtiments conventuels ayant disparu). L'élément le plus remarquable de cet ensemble n'est autre que l'audacieuse coupole qui coiffe le transept. Le caractère intensément décoratif et polychrome de son œuvre atteint un haut degré de splendeur aussi bien à l'extérieur qu'à l'intérieur de cette église, où alternent la brique de taille, les azulejos aux couleurs vives, les stucs et les peintures ornementales.
Entre 1696 et 1712 il travaille sur les voûtes, la coupole et la tour de l'église du Salvador de Séville. Son chef-d'œuvre est toutefois l'église San Luis de los Franceses, bâtie à partir de 1691 sur un plan innovant en croix grecque à absides semi-circulaires, sur le modèle de l'église Sainte-Agnès en Agone de la Piazza Navona de Rome.
Figueroa intervient également sur deux monuments emblématiques de Séville : le Palais de San Telmo et l'Hôpital de la Charité.
Deux de ses fils, Matiás José de Figueroa et Ambrosio de Figueroa deviendront architectes et poursuivront son œuvre. Le fils d'Ambrosio, Antonio Matiás de Figueroa sera le dernier représentant de la famille dans le métier.

## Œuvre

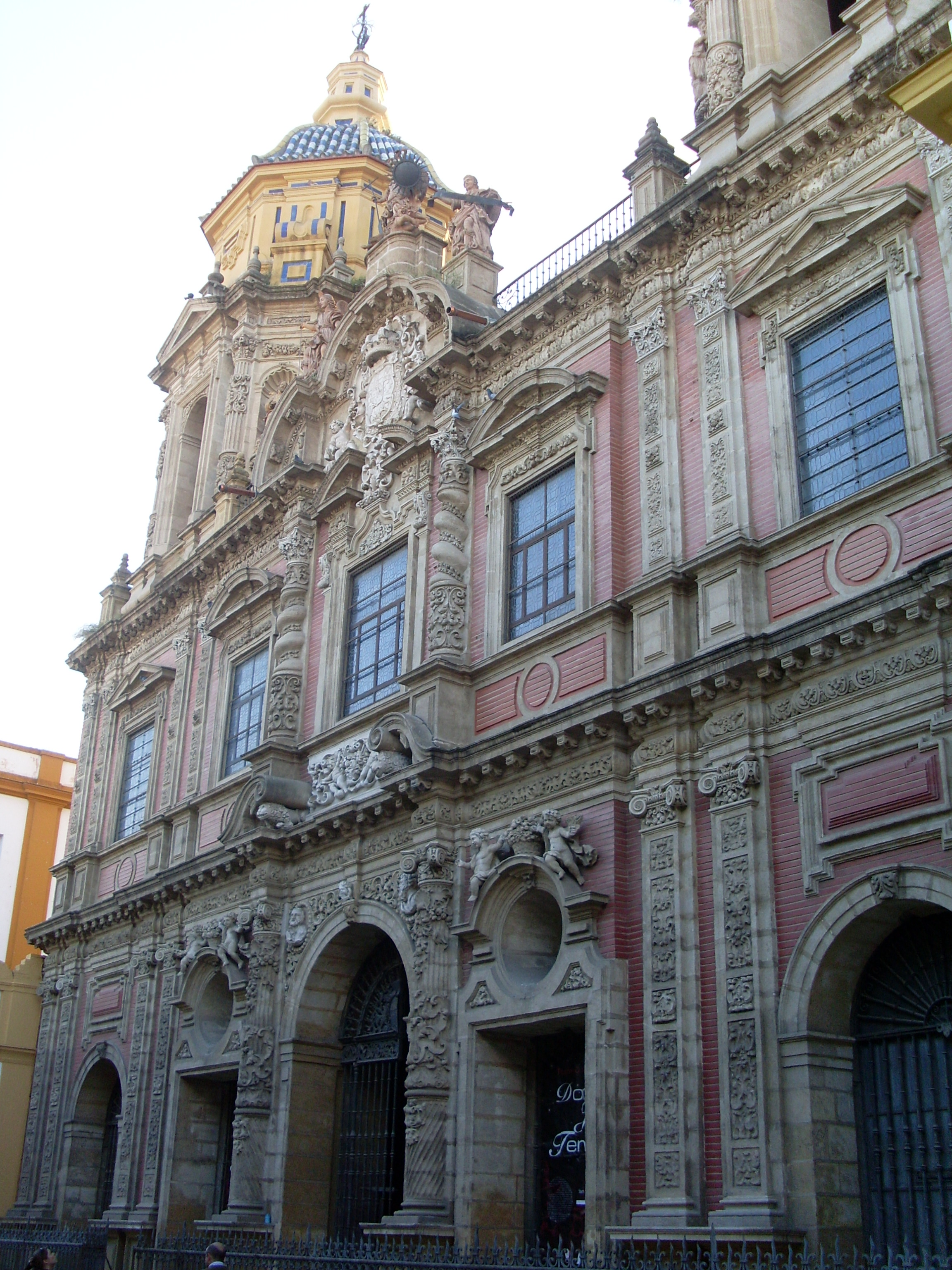
Façade de l'église Saint-Louis-des-Français de Séville.

Leonardo de Figueroa participa à la construction des monuments suivants :
- Hospice des Vénérables,
- Église et cloître de San Pablo la Real,
- Église du Salvador,
- Église San Luis de los Franceses,
- Cloître de l'ex-couvent de la Merci (actuel Musée des beaux-arts de Séville),
- Chapelle sacramentelle de l'Église Santa Catalina,
- Palais de San Telmo,
- Hôpital de la Charité.

## Source
- (es) Cet article est partiellement ou en totalité issu de l’article de Wikipédia en espagnol intitulé « Leonardo de Figueroa » (voir la liste des auteurs).